# Зоран Кардула
Зоран Кардуло (на арумънски: Zoran Cardula, на македонска литературна норма: Zoran Cardula) e серевномакедонски художник и дизайнер.

## Творчество
Роден е в 1967 година в Крушево, тогава в Социалистическа федеративна република Югославия. Зоран Кардула е известен със своите интерпретации на социалистическите символи на бивша Югославия. „Тъй като израснах в тази страна, исках да направя нещо, което да върне добрите стари спомени. Югославия беше известна със своята развита индустрия и много успешни марки, затова направих редизайн на логотипите ѝ. Опитах се да направя нещо съвременно, изтънчено, но също така, което да съдържа най-важните и разпознаваеми елементи на марката. За съжаление много заводи вече не съществуват, но бих искал да ви запозная с високо развития дизайн на времето. Просто се надявам, че ще върна много хубави спомени от онези прекрасни времена.“
В 2017 година художникът публикува книгата „Гуш и Бах“, създадена според думите му от дъщеря му Ерато, която страда от аутизъм. Книгата съдържа 47 измислени думи на Ерато, преведени на 19 езика. Книгата съдържа и 47 илюстрации, създадени от 33 автори.
В 2018 година, в чест на 8 март, Зоран създава поредица от изображения на „Героините на Югославия“. Като част от проекта прави 91 портрета в стила поп арт, базирани на рисунки на Зденко Свирвич. Всички героини са жени, които са воювали срещу окупацията по време на войната.
В 2018 година Зоран открва изложба в САЩ, посветена на архитектурата на Югославия от 1948 – 1980 година. Според художника „на изложбата са представени 26 плаката, посветени на уникалната архитектура, останала символ на някогашната велика страна“.
В 2018 година, от 2 февруари до 1 март, в Центъра за съвременна култура в Курва Пура в Рим се провежда „Изложба без жури“. В изложбата са представени 40 творби, които отразяват ироничното и смело използване на социалистическите символи.
В 2019 година създава поредица от плакати, изобразяващи модерни американски супергерои в стила на съветските пропагандни плакати.